# Campanula polyclada
Campanula polyclada är en klockväxtart som beskrevs av Karl Heinz Rechinger och Schiman-czeika. Campanula polyclada ingår i släktet blåklockor, och familjen klockväxter. Inga underarter finns listade i Catalogue of Life.